# 무학로 (대구)
무학로(Muhak-ro)는 대한민국의 대구광역시 수성구 상동에서 시작하여, 수성구 지산동 무학네거리 을 거쳐 연결하는 도로이다.

## 주요 경유지
대구광역시
- 수성구 (상동 . 두산동 . 지산동)

## 노선 경로
| 이름             | 접속 노선                                                           | 소재지 | 소재지 | 비고      |
| ---------------- | ------------------------------------------------------------------- | ------ | ------ | --------- |
| (이름없음)       | 대구광역시도 제11호선 (신천대로) 국가지원지방도 제30호선 (신천동로) | 수성구 | 상동   |           |
| 상동네거리       | 대구광역시도 제69호선 (수성로)                                      | 수성구 | 상동   |           |
| 들안길삼거리     | 대구광역시도 제71호선 (들안로)                                      | 수성구 | 두산동 |           |
| 두산오거리       | 지범로 동대구로                                                     | 수성구 | 두산동 |           |
| 대구경찰청교차로 |                                                                     | 수성구 | 지산동 |           |
| 무학삼거리       | 지산로                                                              | 수성구 | 지산동 |           |
| 무학터널         |                                                                     | 수성구 | 지산동 | 연장 600m |
| 무학네거리       | 청호로                                                              | 수성구 | 지산동 |           |

## 주요 건물 및 시설
- HD현대오일뱅크 버디클럽주유소 (무학로 12/상동 611-8)
- 스타벅스 대구상동DT점 (무학로 29/상동 415-1)
- 두산동 행정복지센터 (무학로 112/두산동 499-4)
- CU 두산오거리점 (무학로 119/두산동 179-4)
- 투썸플레이스 대구두산동DT점 (무학로 121/두산동 205-5)
- 아성다이소 대구두산오거리점 (무학로 142/두산동 321-2)
- 대구광역시 교통연수원 (무학로 203/지산동 761-10)
- 한국환경공단 대구경북환경본부 (무학로 209/지산동 761-11)
- 대구경찰청 (무학로 227/지산동 720)